# One More Night (Alquin)
One More Night is het tweede livealbum van de Nederlandse muziekgroep Alquin.

## Geschiedenis
One More Night verscheen 27 jaar na het livealbum On Tour (1976), dat destijds de afsluiting vormde. Tarenskeen en Bakker waren in 1977 The Meteors begonnen en Michel van Dijk had een plaat opgenomen met Rinus Gerritsen van Golden Earring. Alquin kreeg echter langzaamaan een cultstatus en de roep om een reünie in het tijdperk van de compact disc bleef aanhouden. In 1995 volgde een concert in Delft, gevolgd door een aantal concerten in 1996. In 2003 kreeg Alquin weer vaste voet op de poppodia, hetgeen resulteerde in een optreden in Cultuurpodium Boerderij in Zoetermeer, dat zowel op cd als op dvd werd vastgelegd. Het meer definitieve karakter van deze reünie bleek uit het feit dat ook een nieuwe nummer werd uitgebracht: Sweet Surrender van Bakker, Tarenskeen en Van Dijk. One More Night haalde echter geen notering in de Album Top 100.

## Musici
- Ferdinand Bakker – gitaar, zang
- Michel van Dijk – zang
- Dick Franssen – Hammondorgel, piano
- Ronald Ottenhoff – saxofoons
- Job Tarenskeen – slagwerk en percussie, zang
- Frans Koenn – basgitaar
- Monica Page en Trudie van Starrenburg - achtergrondzang

## Tracklist
De compact disc verscheen met twee cd’s; de dvd bestond uit een enkel schijfje; daarbij wel een documentaire; de nieuwe studiotrack verscheen alleen op de cd.

| Nr. | Titel                                                          | Duur  |
| --- | -------------------------------------------------------------- | ----- |
| 1.  | New guinea Sunrise (Sunrise; Wake me up)                       | 6:38  |
| 2.  | Revolution’s Eve (Revolution’s theme; Nobody van wait forever) | 7:33  |
| 3.  | Fool in the Mirror (Sham fight; Stars end)                     | 6;54  |
| 4.  | Stranger (Stranger; You might as well fall)                    | 6:28  |
| 5.  | High Rockin’                                                   | 6:07  |
| 6.  | Mountain Queen                                                 | 16:35 |

| Nr. | Titel                                                                | Duur  |
| --- | -------------------------------------------------------------------- | ----- |
| 1.  | L.A. Rendezvous                                                      | 3:55  |
| 2.  | The Dance                                                            | 17:03 |
| 3.  | Darling Superstar                                                    | 6:39  |
| 4.  | Wheelchair Groupie                                                   | 4:51  |
| 5.  | Central Station Hustle                                               | 5:30  |
| 6.  | Sweet Surrender (Once the moon was round; Sweet surrender; Teach me) | 14:35 |